# Brotherella mercieri
Brotherella mercieri är en bladmossart som beskrevs av Fleischer in Brotherus 1925. Brotherella mercieri ingår i släktet Brotherella och familjen Sematophyllaceae. Inga underarter finns listade i Catalogue of Life.